# Entre les lignes (émission de télévision)
Pour les articles homonymes, voir Entre les lignes.
Entre les lignes était une émission de télévision hebdomadaire diffusée sur LCP et présentée par Frédéric Haziza. Elle se divisait en deux parties, Le Kiosque (une revue de presse de l'actualité), suivie d'un grand entretien avec une personnalité. Les différents chroniqueurs du Kiosque alternaient régulièrement : Charlotte Chaffanjon, Carl Meeus, Fabien Roland-Lévy, Laurent Neumann, Claude Weill, Renaud Dély, Anne Rosencher, Carole Barjon. L'émission n'a pas été reconduite à la rentrée 2018. 